# Friedrich Gustav Brieger
Friedrich Gustav Brieger  (11 de octubre de 1900, Breslau - † 6 de febrero de 1985) fue un botánico y genetista polaco alemán, radicado y fallecido en Brasil, y destacadísimo orquideólogo.

## Biografía
En 1921, obtuvo su doctorado en botánica, por la Universidad de Breslavia. Con una beca de la Fundación Rockefeller, de 1924 a 1926 trabaja en la Universidad Harvard.
Cuando Hitler asume el poder, su suegro le aconseja que abandone Alemania. Así en mayo de 1933, Brieger acepta la invitación de trabajo en el "Instituto John Innes de Horticultura de Londres", del University College de Londres.
En 1936 aparece su apellido en una lista informal de la comunidad científica, sobre los profesores desplazados de Alemania; él advierte una lectura de 2.ª línea: que existía una actitud posible de xenofobia en los países del RU, finalmente, Brieger acepta una invitación para ir a Brasil e iniciar la cátedra de Citología y de Genética en el "Colegio de Agricultura Luiz de Queiroz" en Piracicaba.
Brieger no solo fue líder de Piracicaba en Genética, creando el Instituto en 1958, sino que consolidó y perfeccionó la "masa crítica" sobre agricultura tropical. Gracias a su obra en los campos de la Genética vegetal, la Citología y la Ecología, permitió que las investigaciones cambiaran radicalmente la calidad y la cantidad y los hábitos de consumo de los brasileños.
Cuando Brasil presenta dificultades por la 2.ª guerra mundial en importar semillas, Brieger logra excelentes cultivares propios de coliflor, lechuga, tomate, espinaca. Y se logró mejorar pues las simientes europeas, no soportaban bien el verano tropical de Brasil; y si las variedades de Brieger.
También el Instituto jugó un rol clave en el desarrollo de variedades de maíz con aminoácidos mejorados y de másalta calidad nutritiva. También operó en los estudios de las condiciones de los suelos y de las fertilizaciones químicas, haciendo que muchas tierras de estepas arbustivas antes improductivas, terminaran siéndolo para las plantaciones de producción de grano. Brieger también fue especialista en el mejoramiento de orquídeas, creando y exportando numerosos híbridos. Autor de innumerables publicaciones, en especial acerca del maíz y de las orquídeas, en 1941 publica Introdução à Genética, en portugués.
De 1966 a 1979 Brieger trabaja en establecer la Universidad de Brasil, y desde 1971 consolida la Facultad de Genética en la Universidad de Campinas. Para esa época es invitado a retornar a su vieja Universidad de Alemania, pero él decide permanecer en Brasil y trabajar en Alemania como profesor visitante. También fue profesor visitante de la Universidad de São Paulo.

## Algunas publicaciones
- 1981. Die Orchideen, vv. 1, partes 11-12, con Rudolf Schlechter, 3.ª ed. de P. Parey, 994 pp.

- 1958. Tipos de milho no Brasil e outros países do leste sul-americano (Races of maize in Brazil and other eastern South American countries) Ed. Nat. Res. Council. ix + 283 pp.

## Honores

### Epónimos
Géneros
- (Orchidaceae) Briegeria Senghas[3]

Especies
- (Orchidaceae) Hoffmannseggella briegeri (Blumensch. ex Pabst) V.P.Castro & Chiron[4]